# Last Resistance
Last Resistance is het zesde studioalbum van de Nederlandse zangeres Wende Snijders. De plaat werd opgenomen in de studio Chez Chérie te Berlijn in het stadsdeel Neukölln.

## Nummers
| 1.                 | Ask the tree           | Wende Snijders                      | 3:07 |
| 2.                 | Do Berlin              | Wende Snijders                      | 3:42 |
| 3.                 | Nude                   | Wende Snijders                      | 3:39 |
| 4.                 | Dragon's tongue        | Patrick Christensen, Wende Snijders | 3:17 |
| 5.                 | Last resistance        | Wende Snijders                      | 4:02 |
| 6.                 | Devil's pact           | Patrick Christensen, Wende Snijders | 4:07 |
| 7.                 | Not today, you're mine | Patrick Christensen, Wende Snijders | 5:06 |
| 8.                 | Black feather          | Wende Snijders                      | 3:26 |
| 9.                 | The garden             | Patrick Christensen, Wende Snijders | 4:09 |
| 10.                | Threat of happiness    | Patrick Christensen, Wende Snijders | 5:38 |
| 11.                | Goodbye                | Wende Snijders                      | 3:12 |
| Totale duur: 43:25 |                        |                                     |      |

## Muzikanten
- Patrick Christensen - trompet, trombone en synthesizer
- Maarten van Damme - gitaar
- Wende Snijders - piano, zang
- Nils Tegen - trompet, hoorn, piano, percussie
- Berlin String Theory - strijk- en blaasinstrumenten